# Rotores de Portugal
Die Rotores de Portugal (portugiesisch für „Rotoren von Portugal“) sind ein Hubschrauber-Kunstflugstaffel, das im Jahr 1976 gegründet wurde. Betrieben wird es durch die Esquadra 552 (Squadron 552) der Portugiesischen Luftstreitkräfte auf der No 11 Air Base, dem Flughafen Beja. Sie sind das nationale Hubschrauber-Demonstrationsteam von Portugal und verwenden drei Aérospatiale SA-319 Alouette III.

## Geschichte
Im Jahr 1976 wurde die Kunstflugstaffel im Auftrag des Luftwaffenstabschefs (CEMFA) gegründet, um die portugiesische Luftwaffe an mehreren Festivals im ganzen Land zu präsentieren. Das Team flog 18 Jahre für die 102 Squadron „Panchos“ und machte 41 Flugvorführungen in dieser Zeit. Danach wurde es stillgelegt.
Am dreiundfünfzigsten Geburtstag der Portugiesischen Luftstreitkräfte, im Jahr 2005, wurden die Rotores de Portugal reaktiviert und mit der 552 Squadron in Beja auf der Air BaseNummer 11 integriert.

## Flotte

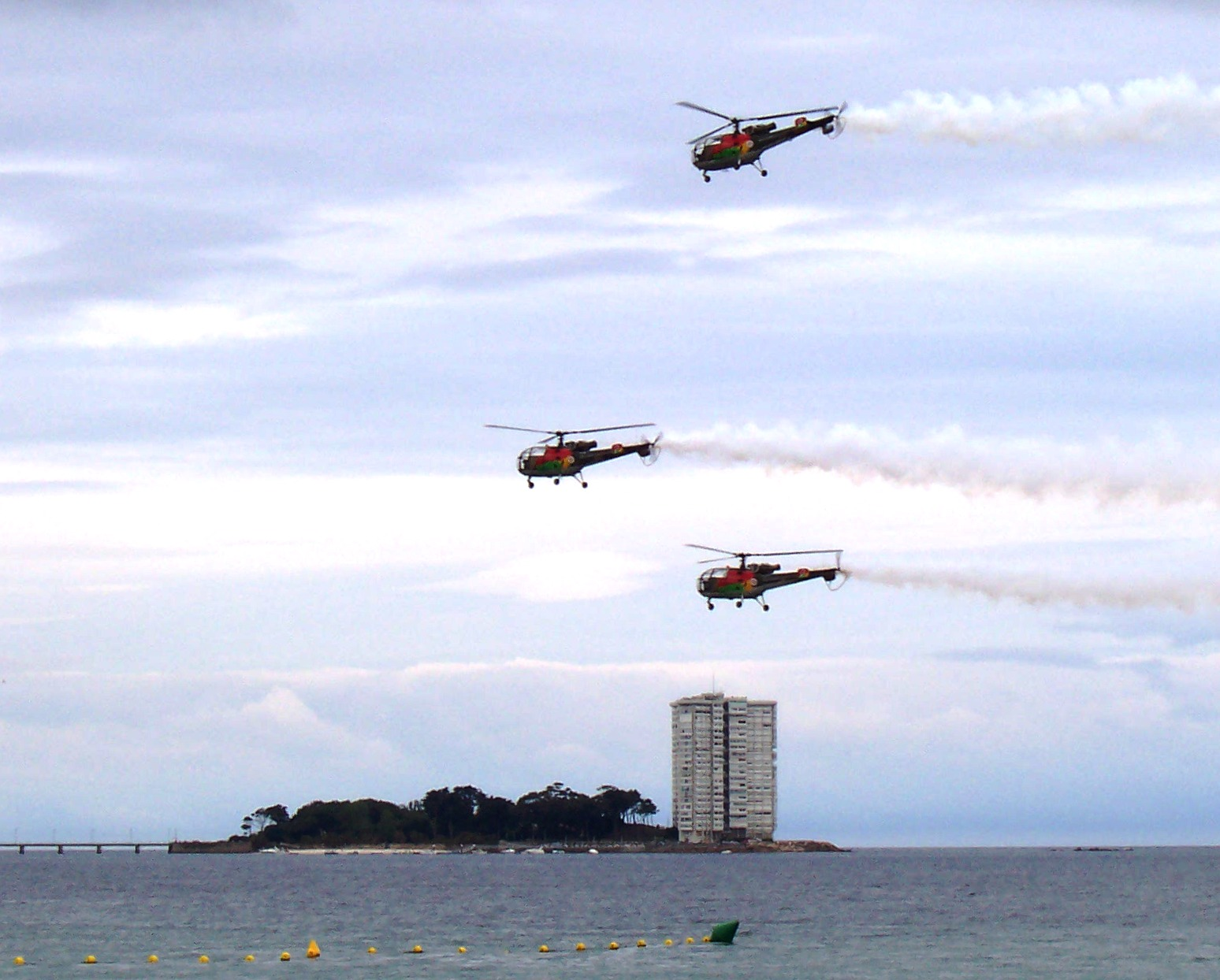
Die Rotores de Portugal 2007 über der Illa de Toralla

| Helikopter                | Herkunft   | Squadron     | Display Helikopter | Daten          |
| ------------------------- | ---------- | ------------ | ------------------ | -------------- |
| Sud Aviation Alouette III | Frankreich | Squadron 33  | 4                  | 1976–1980      |
| Sud Aviation Alouette III | Frankreich | Squadron 102 | 2                  | 1982–1992      |
| Sud Aviation Alouette III | Frankreich | Squadron 111 | 4                  | 1993–1994      |
| Sud Aviation Alouette III | Frankreich | Squadron 552 | 2                  | 2004–2005      |
| Sud Aviation Alouette III | Frankreich | Squadron 552 | 3                  | 2006–Gegenwart |